# Sciara ratana
Sciara ratana är en tvåvingeart som beskrevs av Edwards 1928. Sciara ratana ingår i släktet Sciara och familjen sorgmyggor. Inga underarter finns listade i Catalogue of Life.